# Colt Trooper
Colt Trooper — американский шестизарядный револьвер двойного действия, производившийся компанией Colt’s Manufacturing Company в 1953—1985 годах. Созданный на рамке среднего размера (последовательно использовались рамки типов E, I, J и V), он выпускался со стволами 4, 6 и 8 дюймов, в калибрах .22 Long Rifle, .22 WMR, .38 Special и .357 Magnum и был менее дорогой альтернативой револьверам Colt model 357, а позже Colt Python и Colt King Cobra.

## История создания
В начале 1950-х годов, Colt's Manufacturing Company начала обновлять модельный ряд своих револьверов, внедряя в их конструкцию такие решения как толстые массивные стволы, регулируемые прицельные приспособления и удобные накладки на рукоятку. Поскольку производство револьверов Colt New Service, выпускавшихся на большой рамке, в 1946 году было прекращено, дальнейшие разработки служебных револьверов с длинными стволами велись на основе обширного семейства Colt Army Special и Colt Official Police en:Colt Official Police.
В 1953 году была представлена модель Trooper в служебном (калибра .38 Special) и учебном (калибра 22 LR) вариантах, а также премиальная модель 357, калибра .357 Magnum.

## Поколения

#### Первое (1953—1969)
Первое поколение револьверов Colt Trooper, изначально выпускалось на рамке E в калибрах .38 Special и 22 LR (учебный вариант). Револьверы имели тяжелые толстые стволы длиной 4 или 6 дюймов, мушку на высоком основании и регулируемый целик. Накладки рукоятки обычно так называемого «служебного», узкого типа, традиционного для револьверов Colt, но иногда широкие, охватывающие рукоять спереди. Отделка в первые годы двухцветное воронение (полированное блестящее на боковых поверхностях рамки и цилиндрических поверхностях барабана и ствола, матовое на верхней и нижней поверхности рамки и в долах барабана), после одноцветная полированная воронёная сталь, редко яркий никель.
Премиальная модель 357 отличалась используемой рамкой I вместо E. Внешне рамки не отличаются, но, в отличие от E, предполагавшей использование курка с размещённым на нём ударником, в рассчитанную на мощные патроны I устанавливался подпружиненный инерциальный ударник, исключавший отброс курка назад выбитым капсюлем. Широкая спица курка не была признаком модели 357 и рамки I, как и узкая, она встречается на револьверах обеих моделей. Модель 357 имела более качественную отделку, по сравнению с Trooper, но внешне револьверы были аналогичны.

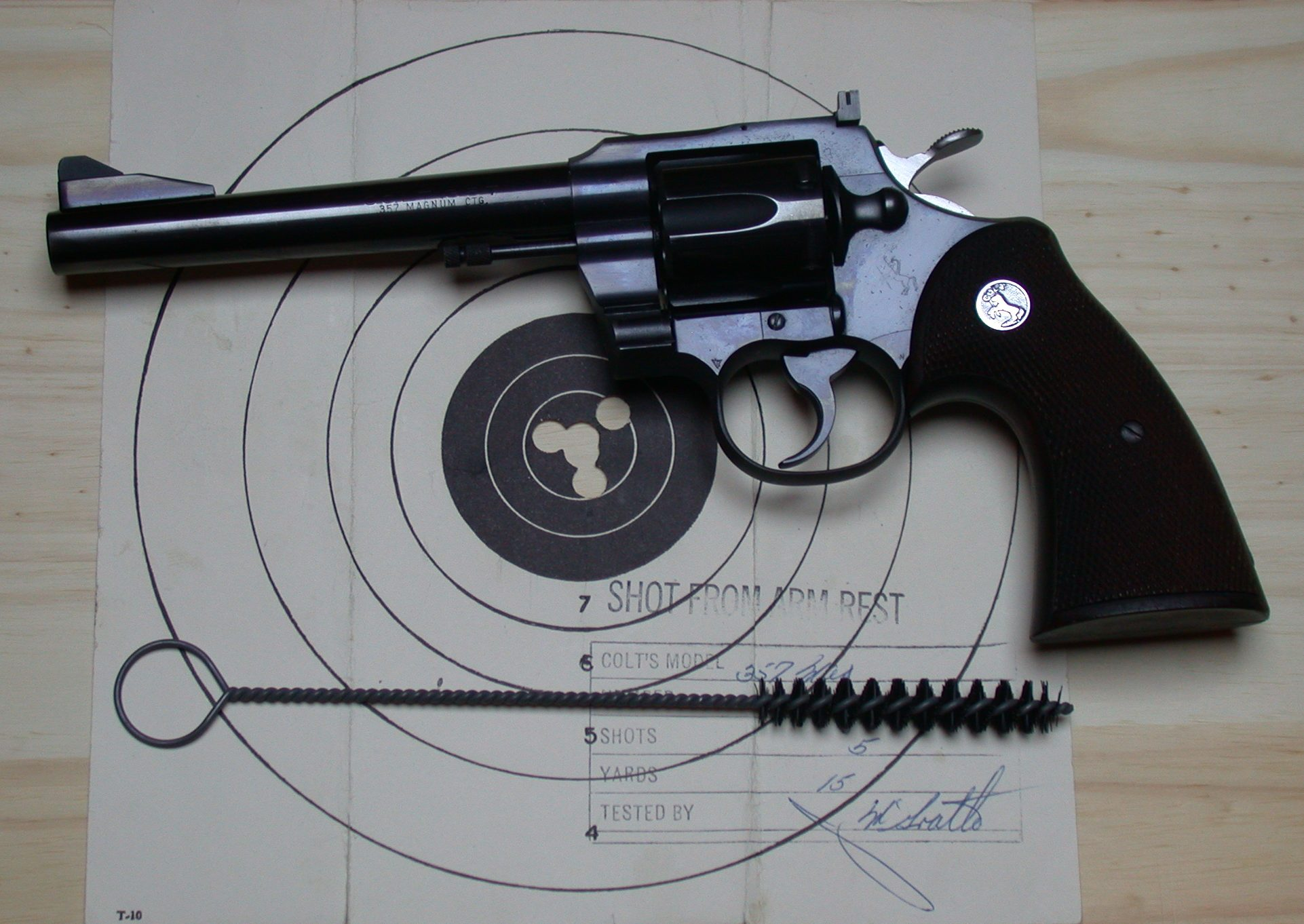
1956 Colt .357 Magnum

После появления в 1955 году револьвера Colt Python, созданного на основе модели 357 как спортивный и ещё более дорогой и качественно отделанный вариант, некоторое время три модели производились одновременно, но с ростом популярности Python, руководство Colt пришло к выводу о необходимости сохранить производство только одной модели премиального класса. Этой моделью стал Python, выпуск револьверов Trooper калибра .38 Special был прекращён в 1961 году, а модель 357 «понизили» в статусе до Trooper 357. Вариант калибра 22 LR как раньше производился на рамке E.

### MK III (1969—1983)
К концу 1960 годов, производство револьверов Trooper виделось руководству компании Colt слишком дорогим и трудоёмким для успешной конкуренции с другими производителями. Сборка револьверов требовала высокой квалификации рабочих, осуществляющих ручную подгонку деталей ударно-спускового механизма и пластинчатых пружин.

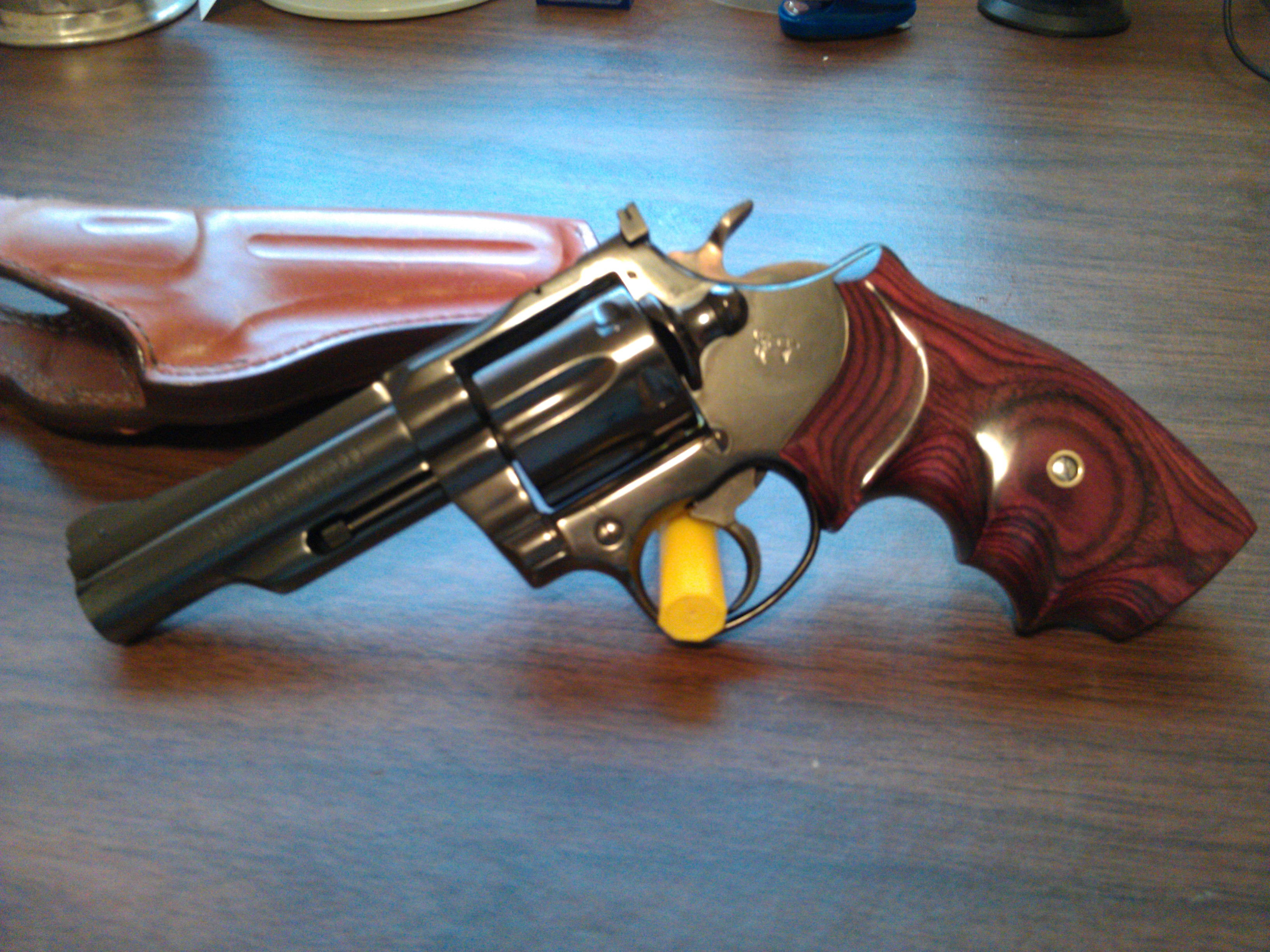
Colt Trooper Mk III, (circa 1980) with a 4" barrel and aftermarket wood grips

Новый револьвер, получивший название Trooper MK III, стал первым крупным изменением конструкции револьверов Colt с начала XX века. Даже общая геометрия рамки, получившей название J, существенно отличалась от классических револьверов Colt, передняя стойка стала уже, исчезли характерные полукруглые вырезы над рукояткой, в которых размещалась верхняя часть накладок. Ствол получил планку и пенал экстрактора по типу модели Python, но более короткий. Ещё более существенными стали внутренние изменения, была внедрена новая конструкция автоматического предохранителя, исключающего выстрел при не полностью нажатом спусковом крючке, все пружины стали спиральными и изготавливались из нержавеющей стали. Широко применялась порошковая металлургия. Детали УСМ подвергали специальной поверхностной закалке, благодаря чему образовывался очень тонкий слой твёрдой стали. Это исключало возможность подгонки деталей друг к другу методом опиливания, так как мастер неизбежно повредил бы закалённый слой, но высокая точность изготовления позволила собирать револьверы без подгонки из отсортированных по размерам деталей, используя труд менее квалифицированных рабочих. Первые револьверы Trooper MK III имели «утопленные» каморы барабана, с кольцевыми пазами для закраин гильз, но такая конструкция быстро была заменена на более простую, с выступающим назад краем всего барабана, закрывающим выступающие части гильз.

### MK V (1982—1985)
Новое поколение револьверов Colt отличалось от MK III изменениями в ударно-спусковом механизме. Курок и спусковой крючок из порошковой стали были заменены на обычные стальные, пружины стали более длинными, стопор барабана сместился к середине рамки. Планка на стволе стала так называемой «вентилируемой», получив вырезы как у модели Colt Python, хотя такие встречаются и у поздних револьверов MK III. Новая рамка получила название V, и кроме револьвера Trooper MK V, послужила основой для ряда вариантов.
Револьвер Trooper MK V позиционировался как премиальная версия, хотя и более низкого уровня, чем Python. Роль служебного револьвера в большой степени перешла к более простой модели Lawman, а Trooper, имеющий регулируемые прицельные приспособления, спортивный ударно-спусковой механизм и широкие накладки на рукоятку, часто приобретался частными лицами и использовался для спорта и охоты. Варианты отделки были, кроме блестящего чёрного воронения, яркий никель и матовый никель. Длина ствола 4, 6 и 8 дюймов.

## Модификации
- Colt Model 357 Премиальная модель калибра .357 Magnum на рамке I, выпускалась с 1953 по 1961 год, а после, до 1969 года эта же конструкция в более дешёвом исполнении производилась как Trooper 357. Длина ствола 4 или 6 дюймов.
- Colt Python Премиальная модель калибра .357 Magnum (редко .38 Special, только со стволом длиной 8 дюймов) на рамке I, сделанная на базе Colt Model 357 как ещё более дорогой спортивный вариант, основанный на опыте доработки револьверов Colt спортсменами. Получила так называемую "вентилируемую" планку на стволе и длинный, до дульного среза, пенал экстрактора. Выпускалась с 1955 до 1999 года и по индивидуальным заказам до 2005 года. В 2020 году производство возобновлено  с существенным изменением конструкции. Длина ствола 2,5, 3 (редко), 4, 6 или 8 дюймов.
- Colt Lawman MK III и MK V Более дешёвый служебный вариант револьвера Trooper, без регулируемых прицельных приспособлений, калибра .357 Magnum, на рамке J (MK III) или V (MK V). Револьверы оснащались тяжелыми толстыми стволами без планки, с низкой мушкой и прорезью сверху рамки в качестве целика. Варианты с стволом 4 дюйма не имели пенала экстрактора, как и ранние со стволом 2 дюйма, поздние револьверы серии MK III со стволом 2 дюйма и все MK V со стволом два дюйма получили пенал экстрактора, так называемый "обёрнутый" ствол. Lawman со стволами длиной 4 дюйма были совместимы по накладкам рукояток со всеми остальными вариантами моделей MK III и MK V, двухдюймовые имели скруглённые углы рукояток и свои, подходящие только для них, накладки. Длина ствола 2 и 4 дюйма.
- Colt Metropolitan Police Аналогичный модели Lawman револьвер на рамке J, отличается калибром .38 Special. Длина ствола 4 дюйма.
- Colt Official Police MK III Служебный револьвер без регулируемых прицельных приспособлений на рамке J, калибра .38 Special. От модели Metropolitan Police отличается тонким стволом и мушкой с высоким основанием. Длина ствола 4, 5 и 6 дюймов.
- Colt Officer’s Model Match Mark III Спортивный вариант револьвера Trooper MK III калибра .38 Special, с "вентилируемой" планкой на стволе и увеличенной мушкой. Ствол длиной 6 дюймов.
- Colt Peacekeeper MK V Аналогичный модели Trooper MK V револьвер калибра .357 Magnum, выпущенный в середине 1980 годов. Из-за нехватки опытных рабочих-полировщиков, применена чёрная матовая отделка. Оснащался оболочкой рукоятки фирмы Pachmayr. Длина ствола 4 и 6 дюймов.
- Colt Boa Револьвер калибра .357 Magnum на рамке V, изготовленный по заказу крупного продавца Lew Horton. Получил ствол с "вентилируемой" планкой и длинным пеналом экстрактора, как у модели Python, и дорогостоящее воронение с качественной полировкой Royal Blue. Длина ствола 4 и 6 дюймов.
- Colt King Cobra Револьвер калибра .357 Magnum, хотя его рамку иногда считают отдельным вариантом, она не имеет отличий в конструкции от MK V. King Cobra пришла на смену Trooper MK V в 1986 году и отличается от него в основном длинным пеналом экстрактора под стволом, подобным модели Python, но с скошенным от дульного среза краем. King Cobra стала первой моделью револьверов Colt, которая появилась сначала в варианте из нержавеющей, и только потом из воронёной стали. Револьвер стал основой для многих модификаций. Производство продолжалось до 1992 года, было восстановлено в 1994 и снова прекращено в 1998. Длина ствола 2,5, 3 (редко), 4, 6 и 8 дюймов.
- Colt Grizzly Охотничий вариант револьвера King Cobra калибра .357 Magnum, выпущенный в 1994 году. Отличался длинным пеналом экстрактора с прямым передним срезом, как у револьвера Python, под стволом с "вентилируемой" планкой и компенсаторными портами в передней части, барабан не имел долов. Материал нержавеющая сталь. Длина ствола 6 дюймов.
- Colt Whitetailler и Whitetailler II Охотничий вариант револьвера калибра .357 Magnum из паркеризованной стали на рамке V (Whitetailler) или из нержавеющей стали на основе револьвера Colt King Cobra (Whitetailler II). Револьвер оснащался оптическим прицелом на кронштейне. Пенал экстрактора короткий у первой модели и длинный с косым срезом у второй, ствол с "вентилируемой" планкой. Длина ствола 8 дюймов.

## Страны-эксплуатанты
- Австралия - в связи с проведением в 1956 году Олимпийских игр в Мельбурне в законодательство страны были внесены изменения, разрешившие спортивную стрельбу из пистолетов и револьверов для членов стрелковых клубов. После этого некоторое количество револьверов "Colt Trooper" было закуплено для стрелковых клубов[1]
- США: на вооружении полицейских департаментов США[2][3]. Револьвер продавался также частным лицам, на его основе создан ряд модификаций не только служебного, но и гражданского назначения.